# Hutt (fleuve de Nouvelle-Zélande)
Pour les articles homonymes, voir Hutt.
Le fleuve Hutt  (en anglais : Hutt River), (en langage (maori : Te Awakairangi, Te Wai o Orutu ou Heretaunga) est un cours d’eau, qui coule dans le sud de l’île du Nord de la Nouvelle-Zélande.

## Géographie
Il se dirige vers le sud-ouest à partir du sud de la chaîne de Tararua sur une longueur de 56 km , formant un certain nombre de plaines d’inondation fertiles, comportant en particulier les secteurs de Kaitoke, le centre d'Upper Hutt et Lower Hutt.

## Dénomination
Le fleuve fut dénommé Hutt d’après Sir William Hutt, président de la New Zealand Company .
Les premiers habitants māoris, tels que les Ngāi Tara, l’appelaient « Te Awakairangi ».
Plus tard le village māori fut nommé « Te Wai o Orutu » d’après « Orutu », nom d’un ancêtre des Ngāti Mamoe (en),.
À l’époque de l’arrivée des colons Européens, les Māoris l’appelaient «Heretaunga »,, un nom adopté par la localité d'Heretaunga, une banlieue de la cité d’Upper Hutt et par le collège d'Heretaunga (en): une école secondaire du secteur.

## Trajet
La source du fleuve Hutt est située dans le parc régional de Kaitoke (en) (qui est fermé, en particulier pour préserver la qualité de l’eau de boisson). L'eau est en effet pompée au niveau de la ville de Kaitoke, pour approvisionner le secteur en pleine croissance du grand Wellington. En aval de la ville de Kaitoke, on trouve les Gorges de Kaitoke, une destination populaire pour le rafting. Au-delà des gorges, se situe la ville de Te Marua, où la rivière Mangaroa rejoint le fleuve Hutt à partir de l’est. Plus bas, à Birchville, la rivière Akatarawa rejoint également le fleuve Hutt mais à partir de sa berge ouest. Celui-ci coule ensuite dans un chenal profond entre les collines et tourne pour passer à travers les chutes formées par la  faille de Wellington (en) jusqu’à la ville de Maoribank. Le mouvement de l'eau de la chute peut être retrouvé par le déplacement des terrasses de la rivière dans Harcourt Park.
Au sommet de la plaine de Upper Hutt, le fleuve fait un coude aigu contre le lit de rochers situé au pied de la falaise de Maoribank, pour s’écouler vers la vallée. La plaine de Upper Hutt contient la plus grande partie de la ville de Upper Hutt. La rivière Whakatiki rejoint le fleuve Hutt à partir de l’ouest, et c’est à partir de ce point que le fleuve commence à couler virtuellement tout droit dans la  faille de Wellington (en), sur le côté ouest de la vallée. À l’extrémité inférieure de la plaine d’inondation d’Upper Hutt se trouvent les gorges de Taitā , qui séparent la ville de Upper Hutt de celle de Lower Hutt. Ces gorges sont particulièrement courtes et moins étroites que la gorge rocheuse de Kaitoke. L’exutoire des eaux du fleuve se situe au niveau de la ville de Petone, et il se poursuit dans le mouillage de Wellington Harbour (en). La faille géologique, que le fleuve suivait précédemment, continue sous forme d’une falaise raide visible à l’angle de port de Wellington (en).
La route State Highway 2/S H 2 (en) suit le trajet du fleuve sur la plus grande partie de sa longueur, à l’exception du secteur des gorges de Kaitoke et de la partie haute de la vallée avant de franchir la chaîne de Rimutaka (en) dans la région de Wairarapa.

### Ponts
De l’amont vers l’aval, on trouve:
- Le  pont de la route de la vallée d'Akatarawa (en) , qui est un pont à deux voies.
- Un pont piétonnier entre California Park au niveau de la localité de  Totara Park, et Harcourt Park situé à Birchville.
- Le pont de Totara Park sur la Totara Park Road, un pont routier à deux voies, ouvert en 1970, qui donne accès à la banlieue de Totara Park.
- Le pont de Moonshine Bridge (route de la Rivière qui est la route State Highway 2/SH 2 (en) ; c’est un pont en courbe à deux voies, ouvert en 1987, formant une partie de la déviation de « River Road » dans le secteur de Upper Hutt. Il remplace l’ancien pont routier situé légèrement en amont du pont actuel.
- Silverstream Road Bridge (Fergusson Drive) : un pont à deux voies . Il supporte aussi une canalisation d’amenée d’eau, surbaissée sur le côté nord, reliant l’usine de traitement de l’eau de Marua aux villes de Porirua et de Wellington.
- Silverstream Rail Bridge (ligne de Wairarapa (en)) : un pont ferroviaire à double voie, ouvert en 1954 pour remplacer un pont à simple voie, long d’environ 500 mètres, situé plus loin en aval.
- Pomare Rail Bridge (sur la ligne de Wairarapa (en)) : un pont à double voie, ouvert en 1954, formant une partie de la déviation de la ligne de chemin de fer de la Hutt Valley.
- Kennedy-Good Bridge (Fairway Drive) : un pont à deux voies, ouvert en 1979, et qui fut de le premier pont de ce secteur. Le pont porte le nom du maire de Lower Hutt de cette époque.
- Pont de Melling  (route de liaison de Melling) : un pont à 3 voies (l’une allant vers l’est, deux autres allant vers l’ouest), ouvert en 1957. C’est le second pont à cet endroit ; le premier était un pont suspendu à voie unique ouvert en 1909, approximativement à 200 mètres en amont.
- Ewen Bridge : un pont routier à 4 voies, qui est le septième pont du secteur et fut ouvert en 1996. Les ponts précédents furent ouvert en 1844, 1847, 1856, 1872, 1904 et 1929.
- Le 'Rail Bridge' (ligne de Wairarapa (en)), un pont de chemin fer à 2 voies avec un passage pour les piétons , ouvert en 1927.
- Pont de l’Estuaire  (rue Waione) : un pont à 2 voies, qui donne passage à une conduite d’eau reliant la ville de Waterloo et l’usine de traitement des eaux de Wainuiomata située dans la cité de Wellington. Ouvert en 1954.

## Installations de loisirs

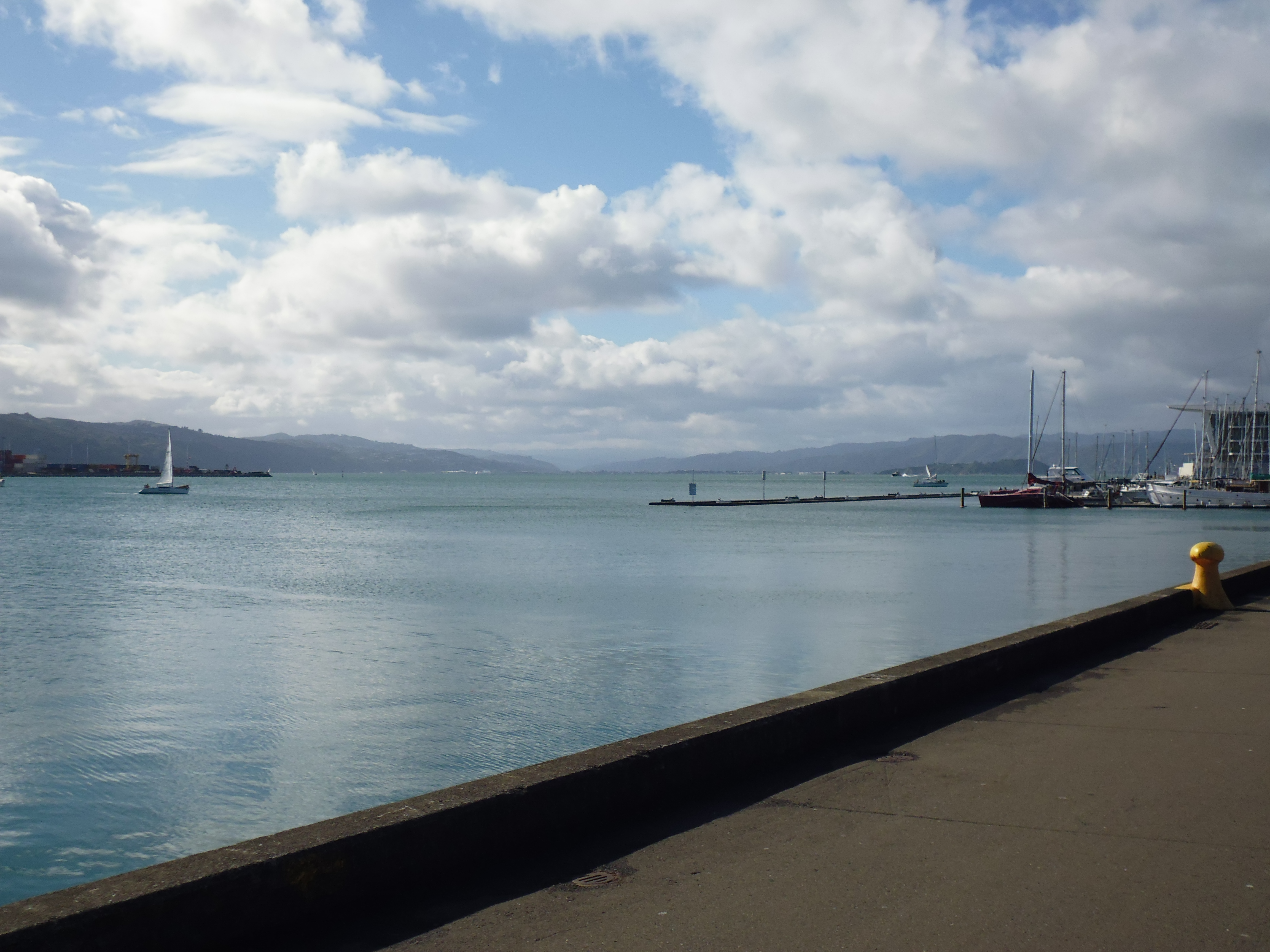
Une vue à travers Wellington Harbour en regardant en direction de l’embouchure du fleuve Hutt

Sur la plus grande longueur de son parcours, le fleuve Hutt est peu profond et constitue parfois une rivière en tresses dans un large lit rocheux. Dans les gorges de Kaitoke, la rivière s’écoule directement dans un lit rocheux, et en approchant l’embouchure, à Petone, la rivière est étroite et les berges très raides. Le zones le plus largement peuplées dans Upper Hutt et Lower Hutt sont protégées des inondations par des digues et par l’introduction de saules, comme cela est fréquent en Nouvelle-Zélande. Les inondations régulières de Lower Hutt résultent du déversement de l’eau dans les terrains hautement fertiles avant la construction des logements d'État (en) par le premier Gouvernement travailliste de Nouvelle-Zélande (en), qui démarra en 1937, car auparavant, Il y avait de nombreux maraîchers dans le secteur de Lower Hutt.
Le cours du fleuve Hutt fut modifié significativement depuis la colonisation européenne, du fait du tremblement de terre majeur de 1855 à Wairarapa (en), qui rehaussa le lit de la rivière.
Le cours du fleuve peut être parcouru à pied ou en vélo de Upper Hutt jusqu’à Petone, le long d’un chemin de randonnées situé sur chaque côté, bien que la berge Est soit la plus accessible. La course de la Lower Hutt, de type parkrun (une course qui se déroule chaque semaine de par le monde entier sur une distance de 5 km), s'effectue le long des derniers 2,5 km du fleuve Hutt à partir du nord de Ewen Bridge en descendant vers Waione Bridge, et retour.

## Écologie
La rivière est riche en truites brunes.